# Навлизане в лабиринта
„Навлизане в лабиринта“ (на руски: Вход_в_лабиринт) e съветски криминален филм по произведение на братята Аркадий и Георгий Вайнер.
Филмът е създаден по поръчка на „Държавните телевизия и радио на Съветския съюз“ (Гостелерадио СССР). Заснет е по сценарий на братя Вайнер със заглавие „Лекарство против страх“, първоначално в пет серии. По-късно е изработена съкратена версия на филма със заглавие „Рекетьорска мрежа“.

## Сюжет
Филмът е изграден многопластово в няколко сюжетни линии.
Действието в основната сюжетна линия се развива през 80-те години в Съветския съюз. Това е една криминална история за престъпници, които действат под фалшивата самоличност на капитан от милицията. Те се възползват от документите за легитимация на капитана и под предлог, че извършват обиск, претършуват жилища на криминално проявени лица и ги ограбват. В хода на разследването, следователят Муромцев (Игор Костолевски) се сблъсква с босовете от подземния свят.
Във втората сюжетна линия, разследвайки случая на капитана, Муромцев се изправя срещу двама изобретатели на нов вид наркотик – Метапроптизол, наричан зад граница „Лекарство против страх“. Както казва героят от филма, професор Панафидин (Ивар Калнинш, Латвия): Интересът към него е толкова голям, че даже име са му измислили предварително. Професорът не вярва, че Лижин (Борис Романов), когото всички считат за странен чудак, би могъл да измисли такъв наркотик. Всъщност именно този наркотик е използван за да бъде упоен участъковият милиционер, капитан Поздняков (Юрий Назаров), от когото са взети документите и служебното оръжие.
На втори план паралелно върви друга сюжетна линия, в която се разказва за живота и трагичната съдба на великия лечител и философ Парацелз (Мик Миккивер, Естония) от XVI век в средновековна Европа. В търсене на митични лекарства срещу всякакви болести, алхимикът прави фундаментални открития, които полагат основите на съвременната фармакология. Но животът му е нещастен и минава в непрестанно скитничество.
Портрет на Парацелз виси в кабинета на талантливия неудачник Лижин.

## В ролите
- Игор Костолевски – следовател Муромцев
- Юрий Назаров – капитан Поздняков
- Юрий Горобец – Голицин
- Мик Миккивер – алхимикът Парацелз (глас – Рудолф Панков)
- Наталия Хорохорина – Пачкалина
- Леонид Куравльов – Хлебников
- Борис Романов – чудакът Лижин
- Наталия Аринбасарова – Рамазанова
- Донатас Банионис – Мазарди (глас – Александър Демяненко)
- Борис Бекер – Халецки
- Александър Белявски – Бургомистър Наузен
- Лев Борисов – Чебаков старши
- Сергей Газаров – Рамазанов
- Михаил Глузки – Благолепов
- Евгений Дворжецки— Азриел
- Ивар Калнинш – професор Панафидин (глас – Сергей Малишевски)
- Вилор Кузнецов – Соренсен
- Капитолина Иленко – съседката на Лижин
- Алгимантас Масюлис – барон Фугер (глас – Николай Грабе)
- Татяна Назарова – Даша Позднякова
- Жанна Прохоренко – Анна Позднякова
- Лариса Удовиченко – жената на Панафидин
- Георгий Тейх – Еразъм Ротердамски

## Снимачен екип
- Режисьор: Валерий Кремнев
- Сценаристи: Георгий и Аркадий Вайнер
- Оператор: Сергей Филипов
- Композитор: Едуард Артемиев
- Художник: Николай Емелянов
- Тонрежисьор: Борис Корешков
- Изпълнение на песните: Евгения Смолянинова

## Интересни факти
- Този филм е втора по ред екранизация на произведението на братя Вайнер. В първата си версия филмът е заснет през 1978 г. в Свердловската киностудия под заглавие „Лекарство против страх“. Втората екранизация се отличава с допълнителна сюжетна линия, която разглежда живота на лечителя Парацелз, съпътстван от философския сблъсък и подробно научно изложение на спора между Лижин и професор Панафидин.
- Сцени от филма, проследяващи живота на Парацелз, са заснети в град Пловдив, България. Естественият средновековен изглед на Стария Пловдив дава на режисьора чудесен декор за втората фабула на филма. В масовите сцени взимат участие много пловдивчани от всички възрасти.
- В правата за разпространение е посочено задължително изискване: Деца под 12 години могат да гледат филма, само ако са придружени от родителите си.
- Телевизионната версия се показва под името „Рекетьорска мрежа“. От 1998 година се разпространява на лицензирани видеокасети от официалния дистрибутор „Видеосервиз“. През 2006 г. лиценз за разпространение на DVD в Русия получава компанията ООО „Торнадо видео“ (дистрибутор на „Туистър“ и „Дом видео“).